# L'inspecteur connaît la musique
Pour plus de détails, voir Fiche technique et Distribution.
L'inspecteur connaît la musique est un film français de Jean Josipovici, sorti en 1956.

## Synopsis
Laurent, un employé d'une compagnie d'assurance, est chargé d'enquêter sur la mort accidentelle d'un banquier provoquée par un certain Harry Louis, musicien de son état.

## Fiche technique
- Réalisation : Jean Josipovici
- Scénariste : Jean Josipovici
- Décors : René Renneteau
- Photographie : Pierre Dolley
- Montage : Françoise Javet
- Son : Pierre-Henri Goumy
- Musique : Claude Luter, Sidney Bechet
- Affiche dessinée par  Clément Hurel
- Sociétés de Production : Burgus Films, Isarfilm, Société Nouvelle de Cinématographie (SNC)
- Production :	Viviane Romance
- Directeur de production : Jean Mottet
- Distribution d'origine : Société Nouvelle de Cinématographie
- Pays :  France
- Format : Noir et blanc - 35 mm - Son mono (western electric)
- Genre : Policier - Musical
- Durée : 88 minutes
- Date de sortie :
  - France : 15 février 1956

## Distribution
- Viviane Romance : Muriel Vincent
- Jean Bretonnière : Laurent
- Claude Luter : Harry Louis
- Sidney Bechet : Lui-même
- Jacques Bodoin : L'animateur
- Marcel Charvey : Édouard, le barman
- Danièle Fabray
- José Noguéro : L'inconnu
- André Var
- Robert Sandrey
- Frédéric Duvallès
- Marcel Roche
- Nicole Courcel
- Jane Marken
- Jacques Bodoin
- Jean Gold
- Jacques Plée
- Conchita d'Ollol
- Odette Pack
- Monique Pierar